# Rich Seubert
Rich Seubert (født 30. marts 1979 i Stratford, Wisconsin, USA) er en tidligere amerikansk footballspiller, der spillede ti sæsoner i NFL som offensive guard for New York Giants. 
Seubert var en del af det New York Giants-hold, der i 2008 overraskende vandt Super Bowl XLII efter sejr over New England Patriots.

## Klubber
- 2001-2010: New York Giants